# Там, за гранью
«Там, за гранью» (англ. Beyond This Horizon) — социально-утопический роман Роберта Хайнлайна, посвящённый проблемам генетического контроля над обществом и евгенике. Описание экономической доктрины было заимствовано из первого, неопубликованного романа Хайнлайна «Нам, живущим».

## Содержание
Действие романа разворачивается в неопределённо далёком будущем (после 2075 года). Основным центром человеческой цивилизации становится Американский континент, где построено либеральное общество, основанное на социальном кредите и генетическом контроле. Неофициальной целью развития общества является выведение сверхчеловека генетическим путём. Освоена Солнечная система — на Луне существуют базы и центры развлечений, на Плутоне располагается крупный научный центр, сотрудники которого создают масштабную динамическую модель Галактики. Тропические города-сады разбросаны по берегам Ориноко. В Евразии когда-то существовала мощная «Империя Великого Хана», также основанная на генетическом контроле, но она была уничтожена в «атомной войне 1970 года», и теперь там живут некие дикие племена на уровне развития каменного века. Пережитком военных времён является то, что все генетически полноценные граждане вооружены, существует развитый дуэльный кодекс. Человек может, однако, носить «повязку» — этого достаточно, чтобы его не пытались вовлекать в поединки, но такие люди, чаще всего, являются «дикорожденными». «Дикорожденные», то есть генетически не модифицированные, обладают гораздо более замедленной реакцией, подвержены болезням, действию алкоголя, и многому другому. Они воспринимаются как социально ущербные существа.
Главный герой — Гамильтон Феликс, владелец сети игорных заведений, является генетическим сверхчеловеком — завершающим поколением генетического эксперимента. Он осознаёт, что несчастен, ибо не может полностью реализовать свой интеллектуальный потенциал, хотя преуспел в делах и живёт, развлекаясь. Только столкновение с группой заговорщиков, которые хотели восстановить кастовое общество, позволяет Гамильтону понять, что свободное общество заслуживает того, чтобы служить ему. Он соглашается на селекционный брак, в результате рождается гениальный сын, имеющий способности к телепатии. В финале у Гамильтона рождается дочь, в которой её старший брат прозревает реинкарнацию одной из руководительниц мира, скончавшейся незадолго до этого.
В романе присутствуют и другие сюжетные линии, например, человека из 1926 года, который попал в будущее неким странным образом. Он подарил Гамильтону идею футбола, который вновь стал популярен в мире далёкого будущего.

## Критика
После выхода книжного издания в 1948 году критики отнеслись к роману благосклонно. В рецензии Энтони Бучера и Фрэнсиса Маккомаса говорилось, что роман «один из лучших среди современной поросли». Питер Миллер писал, что истинная идея романа проявляется только в заключительной части текста.

## Издания на русском языке
- Роберт Хайнлайн. Там, за гранью (перевод А. Дмитриева, С. Фомченко)[4]: роман // Миры Роберта Хайнлайна. Рига: Полярис, 1994. С. 5—248. ISBN 5-88132-081-6
- Роберт Хайнлайн. Там, за гранью. Роман, пер. А. Балабухи. М.: Эксмо, СПб.: Terra Fantastica, 2002. С. 5—228. ISBN 5-7921-0543-X, 5-699-01083-1
- Роберт Хайнлайн. Там, за гранью. Роман, пер. А. Балабухи // Роберт Хайнлайн. Свободное владение Фарнхэма. М.: Эксмо, СПб.: Terra Fantastica, 2007. С. 361—584. ISBN 978-5-699-21265-1, 5-7921-0735-9